# Lanzichenetta

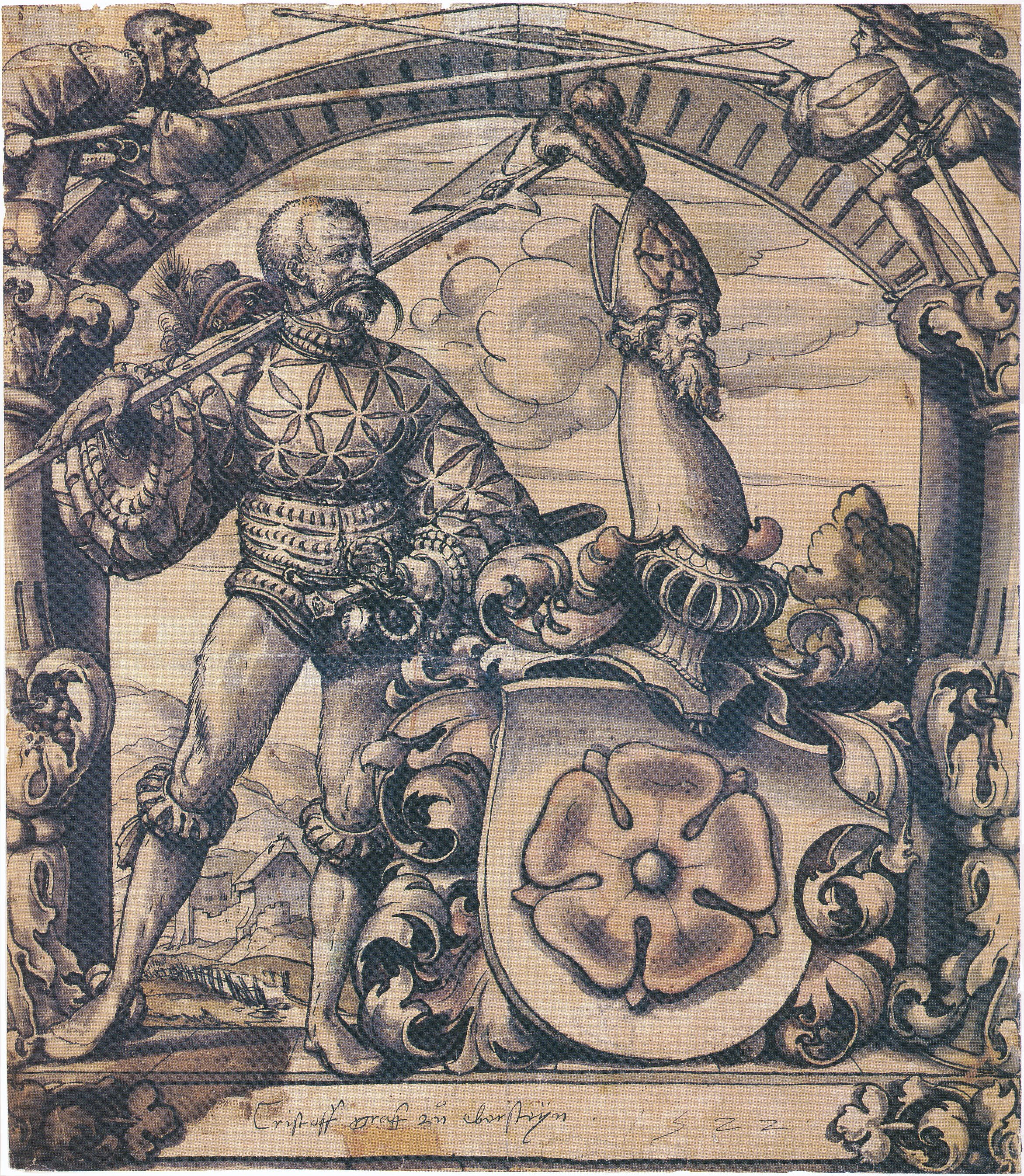
Il lanzichenecco Christoph von Eberstein armato di alabarda con la lanzichenetta al fianco sinistro - Hans Holbein il Giovane

La Lanzichenetta, anche Lanzighinetto, (Katzbalger in lingua tedesca) era una spada da fanteria a lama larga, acuminata e lunga circa 80 centimetri. La guardia era fatta con un tondino in ferro sagomato a forma di otto. Prende il nome dai lanzichenecchi che la importarono anche in Italia nel periodo a cavallo tra la fine del XV e l'inizio del XVI secolo. La sua lunghezza era dovuta all'uso per il quale venivano praticate cioè tagliare le picche del quadrato di fanteria nemico.

## Storia
La spada tedesca inizialmente nota come katzbalger ha legato il suo nome e la sua storia al corpo di fanteria che la rese famosa in tutta Europa: i Lanzichenecchi.
Il nome originario della lanzichenetta, katzbalger, significa in lingua tedesca "pelliccia di gatto". Si tratta di un'allusione alla bassa estrazione sociale dei lanzichenecchi, portatori di quest'arma, ritenuti incapaci di provvedere all'acquisto di un fodero vero e proprio e quindi costretti a servirsi della pelle di un felino domestico in sostituzione di esso. In realtà, studi recenti hanno dimostrato che spesso i lanzi annoveravano tra le loro file membri della ricca borghesia se non della nobiltà, né appare plausibile che il fante lanzichenecco, abituato a vivere delle proprie armi, non fosse solito approfittare della prima retribuzione adeguata per migliorare il suo equipaggiamento. Si è quindi cominciato a ritenere che il nome katzbalger volesse alludere alla ferocia ferina con cui il fante armato di lanzichenetta affrontava la mischia (balgen = azzufarsi, in lingua tedesca).
Come altre spadone "da piede", la katzbalger era un'arma solida ed affidabile, dalla lama massiccia, atta soprattutto a colpire di taglio. Le ridotte dimensioni della spada la rendeva molto efficace nelle mischie tra picchieri, quando i soldati, passando sotto la selva delle picche protese in avanti, entravano in contatto diretto. La katzbalger, pesante e molto corta (la lama difficilmente superava il mezzo metro di lunghezza), veniva vibrata come una mannaia contro le aste delle picche, al fine di tagliarle, o verso le parti del corpo dell'avversario non protette da armatura, per mutilarlo. Il lanzo portava la katzbalger quasi parallela alla cintura, spesso spostata sui lombi, per non dare impaccio durante la marcia e nelle prime fasi della lotta, quando si utilizzavano la picca o l'alabarda.
Al volgere del XVI secolo, la lanzichenetta, come altre spade da fante, cadde in disuso in favore di armi dalla lama più lunga e dal fornimento più elaborato, atto a difendere meglio la mano che le brandiva (v. striscia e Spade con Elsa a Cesto).

## Costruzione
La Lanzichenetta era un'arma di dimensioni contenute, lunga nel suo insieme circa 80 cm:
- la lama era larga, dalla punta non molto pronunciata, lunga difficilmente più di 50 cm;
- l'elsa aveva manica ad una mano, chiusa da un pomolo dipartente con soluzione di continuità dall'impugnatura e sviluppando due valve laterali.
- la guardia, molto caratteristica, era composta con un tondino in ferro sagomato a forma di otto, perpendicolare rispetto alla lama, a guisa degli archi di protezione per la mano usati nella guardia dei grandi spadoni.